# Флаг аборигенов Австралии
Флаг аборигенов Австралии (англ. Australian Aboriginal Flag) — флаг, используемый аборигенами и (отчасти) другими старожилами Австралии. Разработан и утверждён в 1971 году.

## Дизайн
Флаг был разработан в 1971 году дизайнером Гарольдом Томасом, из племени Luritja, во время первых попыток аборигенов заявить свои права на землю. Во время организации «посольства аборигенов» в 1972 году, флаг был выбран официальным флагом аборигенов Австралии, а 14 июля 1995 года его признали вторым официальным флагом Австралии, при этом в 1997 году Гарольд был признан автором флага и получил все авторские права на него.
Флаг представляет собой две горизонтальные равновеликие полосы чёрного (сверху) и красного (снизу) цветов, с золотым кругом посередине.
Чёрный цвет символизирует аборигенов Австралии, красный — почву Австралии и охру, использующуюся в церемониях аборигенов, а жёлтый — солнце, рождение жизни и защиту.

## Использование
Флаг впервые был вывешен в Аделаиде. Флаг аборигенов был признан официальным в 1995 году, при премьере-лейбористе Поле Китинге, вопреки противодействию правоцентристской оппозиции. Теперь даже в школах он висит рядом с австралийским государственным флагом. В настоящее время австралийские «республиканцы» (противники доминионального статуса «Зелёного континента») обсуждают вопрос о придании «Флагу аборигенов» статуса государственного флага — взамен существующего, чей дизайн восходит к британскому «Юнион-Джеку».
В 2010 году Гарольд Томас отказал компании «Google» в безвозмездном использовании флага в качестве временного логотипа — дудла — на главной странице поисковой системы, объяснив это тем, что «Google», являясь коммерческой организацией, вполне мог бы себе позволить заплатить за использование флага.
В 2022 году Правительство Австралии выкупило авторские права на флаг аборигенов Австралии за 20,05 млн австралийских долларов и аннулировало лицензии. С этого момента использование флага стало бесплатным.